# Електровозобудівний завод Кім Чон Те
Електровозобудівний завод Кім Чон Те (кор. 김종태 전기 기관차 작품, Kim Jongt'ae Chŏn'gi Kigwanch'a Chakp'um) — завод у Пхеньяні, є найбільшим виробником залізничної техніки Північної Кореї. Був заснований в листопаді 1945 року в районі Сосон біля залізничного університету та залізничної станції. Завод виготовляє і ремонтує електричні та дизельні локомотиви, пасажирські вагони та поїзди метро. Підпорядковується Міністерству залізниць Північної Кореї.

## Історія
Створений як Залізничний завод Західного Пхеньяну 10 листопада 1945 року. У 1960-их роках завод відремонтував 210 парових локомотивів, 1 800 вантажних вагонів і 120 пасажирських. Він був розширений з польською допомогою в кінці 1950-х років для виробництва електровозів. У 1961 він був перейменований на Електровозобудівний завод Пхеньяну. Перший електричний локомотив, виготовлений у Північній Кореї, був побудований на цій фабриці в 1961 році, за що завод був нагороджений медаллю після відвідування Кім Ір Сеном. 
Після візиту лідера Північної Кореї Кім Чен Іра 5 січня 2002 року завод випустив новий модельний ряд електровозів.
Після страти південнокорейського революційного активіста Кіма Чон Те, члена Революційної партії возз'єднання, завод був перейменований на його честь у 1969 році.

## Галерея продукції

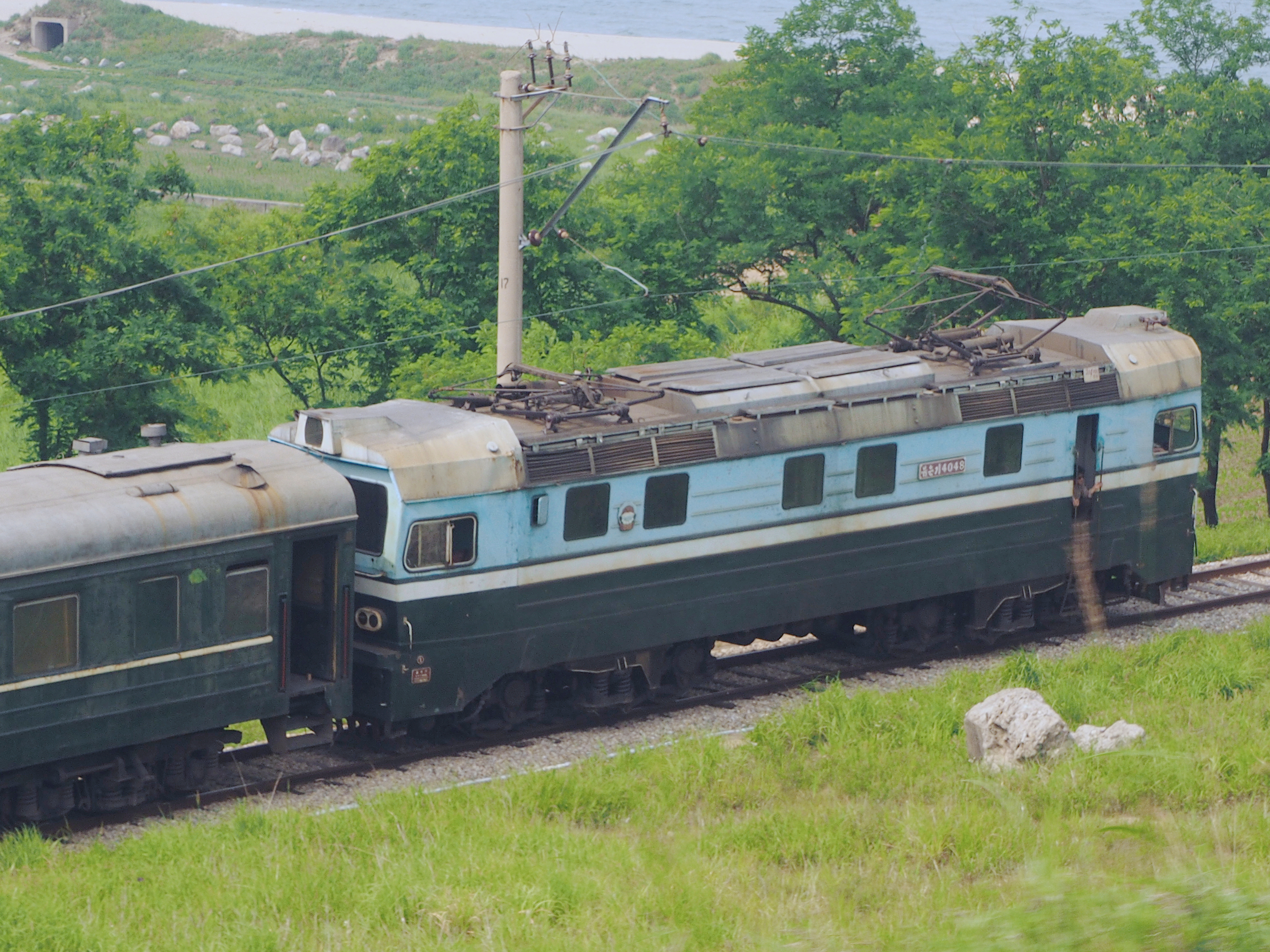
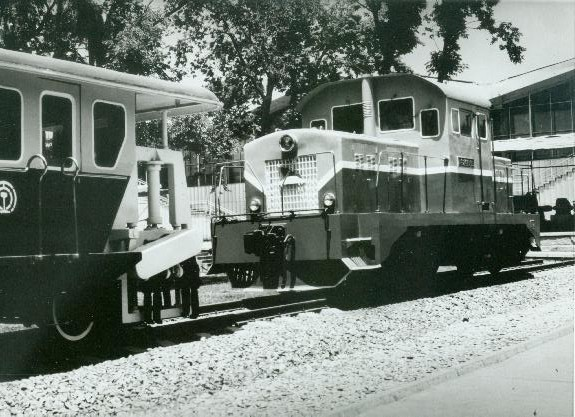
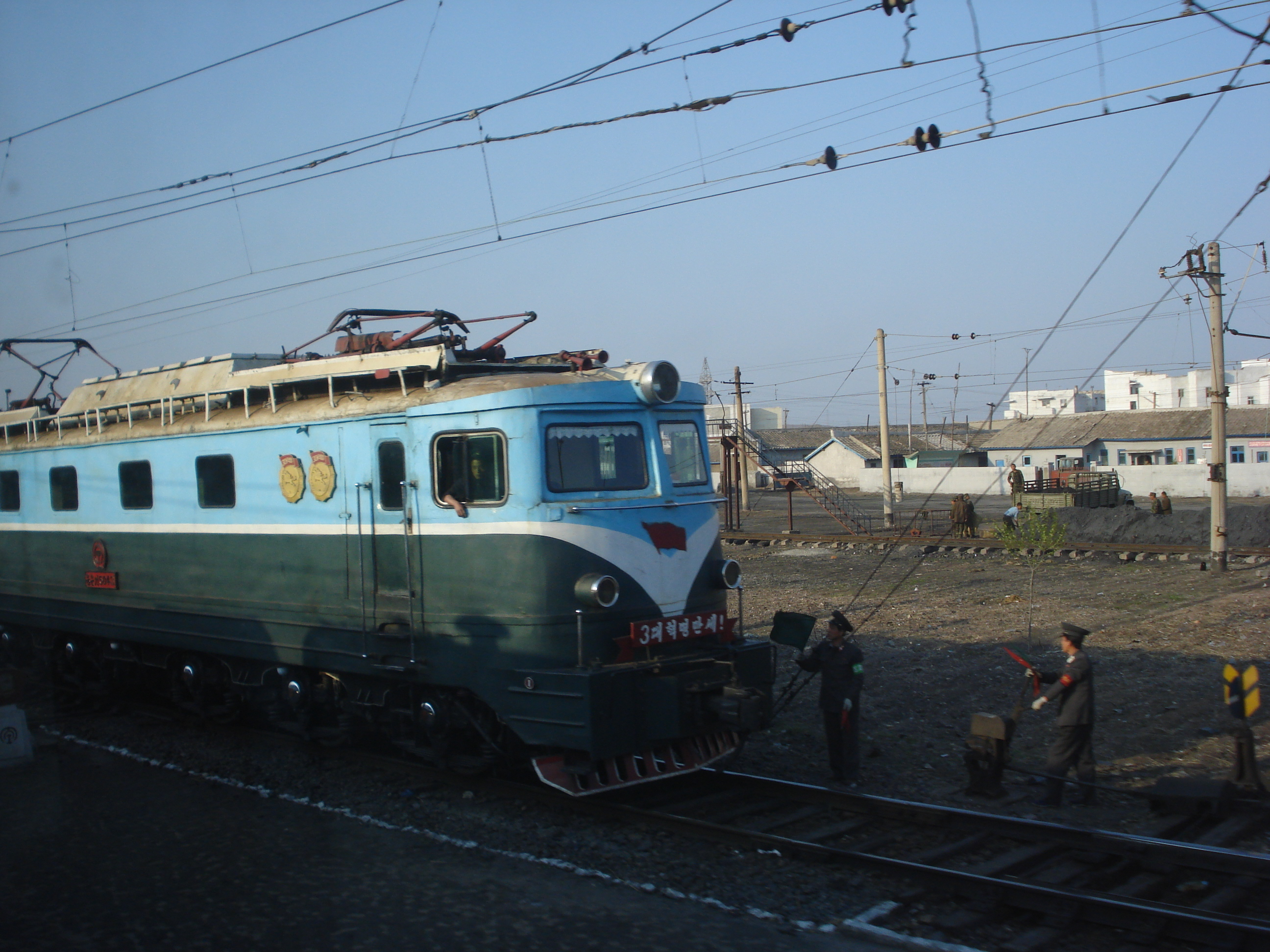
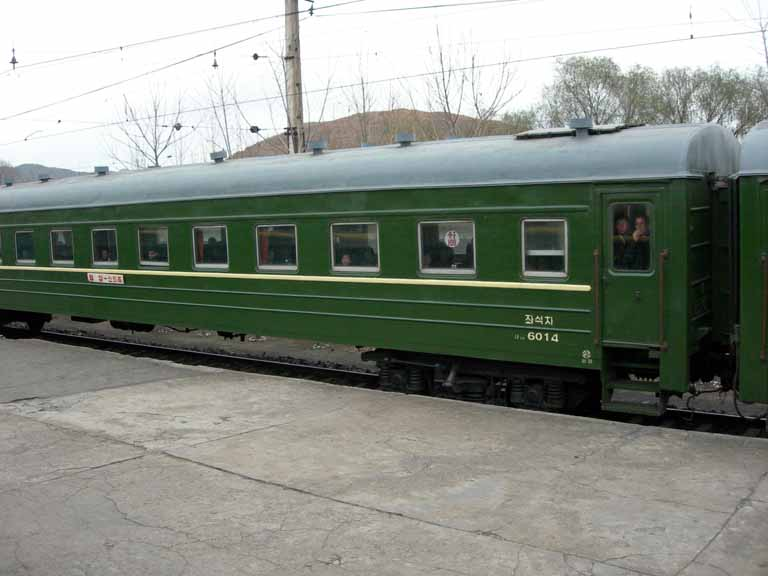